# Maria de Fátima Silva
Maria de Fátima Silva (Ericeira, 8 de maio de 1970) é uma pintora portuguesa.

## Biografia
Maria de Fátima Silva nasceu na localidade da Ericeira, em 1970. Frequentou as aulas de pintura Centro de Arte e Comunicação Visual entre 1990 e 1993, e o Instituto de Artes Visuais, Design e Marketing, onde concluiu uma licenciatura em design em 1994.
A sua obra baseia-se principalmente na história de Portugal, explorando vários temas como os monumentos, museus, arqueologia, literatura, mitologia e filosofia. Uma das suas principais fontes de inspiração são a cultura e o património na região Oeste de Portugal. Os seus trabalhos têm sido expostos em galerias de arte, museus e edifícios históricos, como o Convento da Graça, em Torres Vedras, o Palácio de Cristal no Porto, o Museu Geológico de Lisboa, o Museu do Megalitismo em Mora, o Museu do Vinho em Alcobaça, o Museu da Marinha em Lisboa, o Instituto Superior de Gestão em Lisboa, o Instituto Universitário de Ciências Psicológicas, Sociais e da Vida de Lisboa, o Carrousel du Louvre em Paris, a Exposição Internacional de Arte Contemporânea de Madrid, o Centro Cultural de Mindelo em Cabo Verde, o Palácio de São Clemente no Rio de Janeiro, a Casa de Cultura da Ericeira, a Casa de Cultura de Mafra, e as galerias de arte Hélder Alfaiate, Artur Bual, Sete, Luís Madureira, Por Amor à Arte, REM, e Bienal de Cerveira.
Expôs pela primeira vez em 1991, como parte de uma mostra colectiva no Convento da Graça, em Torres Vedras, enquanto que a sua primeira exposição individual foi organizada no ano seguinte, na Junta de Turismo da Ericeira.
Em 2017 fez a exposição Amare # Atlantis na Casa da Cultura Jaime Lobo e Silva, na Ericeira, onde apresentou duas séries de obras distintas, Amare, inspirada na história de amor de Inês de Castro e Dom Pedro, e Atlantis, alusiva ao mito da Atlântida. Esta última já tinha sido exposta na Casa da Cultura da Ericeira em 2014, e depois mostrada em Lisboa e no Porto. A exposição Amare foi novamente mostrada em 2018, no Museu do Vinho de Alcobaça, e em 2019 na Galeria Malangatana do Instituto Universitário de Psicologia Aplicada. Segundo o catálogo da exposição, as obras de Maria Fátima Silva são descritas como possuindo «laivos de amor cortês ou de religiosidade gótica e angélica», estando «carregadas de tal intensidade amorosa, que a torna assim carnal, musculada, de mãos, pés, seios, cabelos, sorrisos e ora em fusão amorosa ora em pietá de compaixão, e que surge para nossa contemplação apoiada nas geometrias e rosáceas góticas da época que ela soube sentir e recolher, recriando os ambientes do mundo histórico e da natureza que os envolveram». Em 2023 voltou a expor na Casa da Cultura Jaime Lobo e Silva.
Em 2014, foi premiada com duas menções honrosas no Estoril, na Galeria Aberta e na agência State of the Art, tendo igualmente recebido o Prémio Especial de Inovação e Criatividade Correio da Manhã TV na IX Bienal da Vidigueira, em 2014, com a pintura com aplicação de vidro O-Vu-lo.